# Перо (Италия)
 Тази статия е за италианския град.  За други значения вижте Перо (пояснение).  
Пѐро (на италиански: Pero, на западноломбардски: Per, Пер) е град и община в Северна Италия, провинция Милано, регион Ломбардия. Разположен е на 144 m надморска височина. Населението на общината е 10 749 души (към 2013 г.).